# Yuxinou
Yuxinou (chin. Yúxīn’ōu tiělù 渝新欧铁路) ist der Name einer Güterzug-Verbindung der YuXinOu Logistics Company Ltd., eines Joint Ventures zwischen der RŽD Logistika JSC, Russland, der Transportholding Chunzin (CQCT) und der China Railways International Multimodal Transport Company Ltd. (CRIMT), beide aus der Volksrepublik China, der KTZ-Containergesellschaft Kaztransservice JSC, Kasachstan, und der Schenker China Ltd.
Der Yuxinou durchquert Eurasien auf einer Fernverkehrsstrecke zwischen Chongqing-Tuanjiecun und den Duisburg-Ruhrorter Häfen in Nordrhein-Westfalen. Die Strecke, die über 11.179 km durch die Staaten China, Kasachstan, Russland, Belarus, Polen und Deutschland führt, die Dsungarische Pforte passiert und den Ballungsraum Chongqing mit der Metropolregion Rhein-Ruhr im Zentrum der „Blauen Banane“ verbindet, wird von der Frachtzuglinie dreimal wöchentlich befahren, unter Umständen bald auch täglich. Ein Zug braucht dafür 16 Tage, 20 Tage weniger als ein Containerschiff, das an Chinas Ostküste ablegt. Für den Transport von 51 ISO-Containern, die mittels Dieselgeneratoren temperiert werden, kann der Yuxinou eine Länge von 650 Meter erreichen.
Der Name des Zuges ist ein Kunstwort aus dem Kurzwort für Chongqing Yu sowie den hochchinesischen Begriffen Xīn (für neu) und Ōu (für Europa, Eisen, Weg und Bahn). In der Volksrepublik China wird der Yuxinou, der seit dem 31. August 2012 offiziell verkehrt, als „moderne Seidenstraße“ bezeichnet. Mit Blick auf die Entwicklung der Industrie- und Logistikzentren in Chongqing, in den chinesischen Provinzen Sichuan und Gansu, in Kasachstan und in Deutschland wird dem Schienengüterverkehr zwischen China und Europa, der durch den Yuxinou eine Optimierung erfährt, eine hohe strukturpolitische und wirtschaftliche Bedeutung beigemessen.